# Annie Coultate
Annie Coultate, geboren de Lacy (* ca. 1856 in Fulford, York, North Yorkshire; † 1931 in Acomb, York, North Yorkshire) war eine englisch-britische Lehrerin und Suffragette.

## Leben
Coultate wurde 1856 als Tochter von Henry de Lacy, einem reisenden Großhändler für Drogerieartikel, in York geboren, lebte und arbeitete dort und starb dort auch.
Sie absolvierte eine Ausbildung zur Lehrerin und wurde mit 15 Jahren Lehrerin. Sie wurde mit der Zeit zunächst an der St George’s Wesleyan Day School  Leiterin der Mädchenabteilung, ab 1895 war sie dann an der Fishergate Elementary School in York, wo sie bei ihrer Verrentung 1920 stellvertretende Schulleiterin war.
1881 heiratete sie Frank Coultate. Er war auch Lehrer, aber er starb im Alter von 41 Jahren und Annie zog ihre zwei Kinder, Henry und Florence, allein auf.
Coultate engagierte sich für das Frauenwahlrecht, nachdem sie 1908 einen Vortrag von Emmeline Pankhurst in York gehört hatte. 1910, als sie 55 Jahre alt war, gründete sie den örtlichen Zweig der Women’s Social and Political Union (WSPU) in York. Coultate organisierte Rednerinnen zum Beispiel aus dem WSPU-Zweig in Scarborough, wie Adela Pankhurst und Marion Mackenzie, die in York sprachen, und sprach im Gegenzug auf WSPU-Versammlungen in Scarborough.
Zu ihren Aktivitäten gehörte der Verkauf der Zeitung Votes for Women von Tür zu Tür in York, die Organisation des lokalen Suffragetten-Boykotts der Volkszählung von 1911 zusammen mit Violet Key Jones, und die Unterstützung von Lilian Lenton bei der Flucht aus dem Hausarrest während ihrer Entlassung aus dem Gefängnis nach dem sogenannten Cat and Mouse Act, die sich als Kindermädchen für das Baby von Coultates Tochter Florence tarnte.
Coultate starb 1931 und wurde in der St Stephen’s Church, Acomb, beigesetzt.